# Jean-Claude Richard

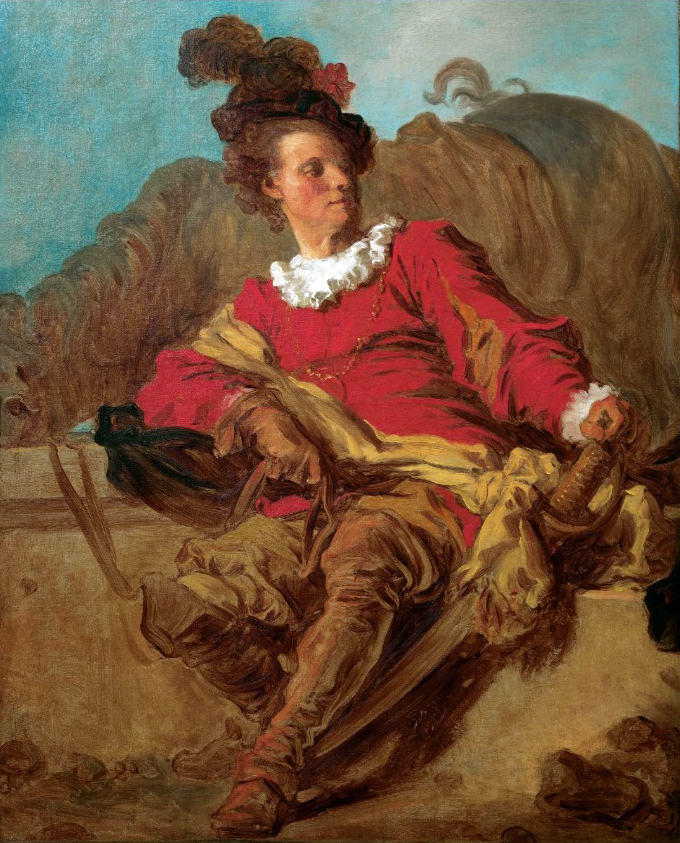
Supuesto retrato del abad de Saint-Non vestido a la española, pintado por Fragonard (MNAC de Barcelona). Actualmente se cree que el modelo es Charles-Michel-Ange Challe.

Jean-Claude Richard, más conocido como abbé (abad) de Saint-Non (París, 1727 – Ibíd., 25 de noviembre de 1791) fue un grabador francés, singular por su origen noble y su condición de prelado. 

## Vida y carrera
Hijo del noble Jean-Pierre Richard, al no ser el primogénito (que solía heredar los títulos y bienes principales) recibió una prelatura o cargo eclesiástico, como era habitual en muchos hijos segundones de la nobleza que llegaban a ser cardenales sin una vocación real.
Emprendió la carrera de derecho y se hizo abogado del parlamento de París. En el ámbito eclesial, apenas llegó al grado de subdiácono y ni ejerció como tal; prefirió dedicarse al arte si bien siguió siendo conocido como abbé (abad) de Saint-Non. El apelativo Saint-Non alude al Château de Saint-Nom, hacienda que la familia poseía en la aldea de Saint-Nom-la-Bretèche (departamento francés de Yvelines).
Tras un viaje a Inglaterra (1750) Saint-Non volvió a Francia pasando por Holanda, donde adquirió estampas de Rembrandt, cuyo arte le impresionó y contribuyó a acrecentar su interés por las técnicas de grabado. En 1759 viajó a Roma, y al año siguiente visitó Nápoles y Paestum con Hubert Robert. También entonces arrancó su relación con Fragonard, quien a lo largo de varios años dibujó más de ochenta apuntes de pinturas italianas que después Saint-Non grabaría en París combinando las técnicas de aguafuerte y aguatinta.  

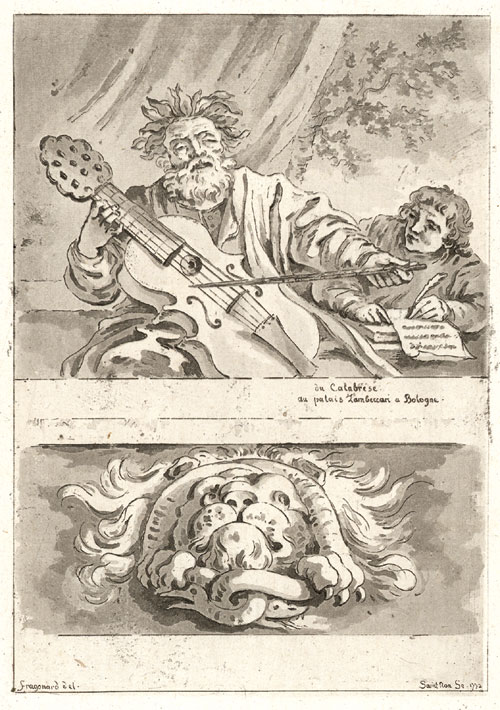
Dos grabados de Saint-Non, reproduciendo pinturas de Mattia Preti que Fragonard había copiado en dibujo en Italia.

En su viaje de retorno a Francia (1761) Saint-Non y Fragonard pasaron por diversas urbes italianas.
En París, Saint-Non seleccionó dibujos de Fragonard y Hubert Robert para grabarlos. En 1771 publicó los primeros en el libro Recueil de griffonis (Recopilación de esbozos).
Pensó después un ambicioso proyecto titulado Imágenes topográficas, pintorescas, físicas (...) de Suiza y de Italia. Lanzó un primer tomo dedicado a Suiza, pero no obtuvo el éxito esperado y optó por publicar únicamente imágenes del sur de Italia: Viaje pintoresco o descripción de los reinos de Nápoles y Sicilia. Fueron más de 300 imágenes grabadas por varios artistas (él entre ellos) que vieron la luz en seis tomos, entre 1781 y 1786. Entre las pinturas napolitanas reproducidas en este libro se cuenta la Piedad de la Cartuja de San Martino, obra de José de Ribera; para el grabado (realizado por Benoît-Louis Prévost) se usó como modelo una copia dibujada por Fragonard.
De la amistad entre Saint-Non y Fragonard es testimonio un retrato que el pintor hizo del grabador en 1769, en el Louvre de París (Retrato del Abbé de Saint-Non). Otro retrato masculino más espectacular (MNAC, Legado Cambó), conocido tradicionalmente como Jean-Claude Richard, l'abbé de Saint-Non, vestido a la española, se tiende ahora a identificar como relativo a otro amigo de Fragonard: Charles-Michel-Ange Challe.
- Datos: Q2305074
- Multimedia: Jean-Claude Richard de Saint-Non / Q2305074